# Opera za trzy grosze
Opera za trzy grosze (niem. Die Dreigroschenoper) – opera (właściwie musical) Bertolta Brechta, do której muzykę napisał Kurt Weill; adaptacja opery balladowej Opera żebracza (1728) Johna Gaya, satyry na burżuazję i wysokie sfery Londynu.
Polski przekład Brunona Winawera po II wojnie światowej opracowała dodatkowo (poprawiła, uwspółcześniła stylistycznie) Barbara Witek-Swinarska, songi tłumaczył Władysław Broniewski. Polska premiera odbyła się w opracowaniu muzycznym Leona Schillera i Grzegorza Fitelberga. Później reżyserował m.in. Operę za trzy grosze Erwin Axer (Warszawa), Jakub Rotbaum (Wrocław, 1957) i Konrad Swinarski (Warszawa, 1958). Dziś w dalszym ciągu wystawiana (również i w Polsce) należy do klasycznego repertuaru teatralnego i muzycznego.
Brecht ukazuje w „Operze za trzy grosze” przestępczy charakter systemu kapitalistycznego.

## Fabuła
Córka biznesmena Peachuma, który pod pozorem miłosierdzia zarabia pieniądze na żebrakach, Polly, wychodzi za mąż za przestępcę Mackie Majchra. Ściąga na siebie gniew ojca, ale pozostaje przy Majchrze. Gdy Mackie musi uciekać, Polly przejmuje jego interesy. Mackie marzy o przejściu do branży bankowej.
Perypetie bohaterów pokazują, że w Londynie nie ma przyjaźni, a wszyscy troszczą się tylko o pieniądze (nawet w przypadku przyjaźni Majchra z policjantem Brownem). Mackie został w końcu złapany przez policję, ale ostatecznie królowa ułaskawia go i daje mu zamek. Wcześniej żegna się on słowami „Bo czym jest włamanie do banku wobec założenia banku?”, „Czym jest zamordowanie człowieka wobec wynajęcia człowieka?”.